# Shing-Tung Yau
Pour les articles homonymes, voir Yau.
Shing-Tung Yau (chinois : 丘成桐 ; pinyin : qiū chéngtóng ; cantonais Jyutping : jau¹ cing⁴tung⁴ ; minnan : ku¹ sêng-tông), né le 4 avril 1949 à Shantou, est un mathématicien chinois connu pour ses travaux en géométrie différentielle, et est à l'origine de la théorie des variétés de Calabi-Yau.

## Biographie
Shing-Tung Yau naît dans la ville de Shantou, province de Guangdong (Chine) dans une famille de huit enfants. Son père, un professeur de philosophie, est mort alors qu'il avait quatorze ans.
Il déménage à Hong Kong avec sa famille, où il étudie les mathématiques à l'université chinoise de Hong Kong de 1966 à 1969. Il entreprend ensuite des études à l'université de Californie, où son tuteur est Shiing-Shen Chern. Après avoir soutenu son doctorat en 1971, il passe une année à l'Institute for Advanced Study, puis deux ans en tant que professeur assistant à l'université Stony Brook.
En 1974, il est nommé professeur à l'université Stanford. Il retourne à l'Institute for Advanced Study en tant que professeur en 1979. Il est professeur à l'université de Californie à San Diego de 1984 à 1987. En 1987, il devient professeur à Harvard. En avril 2022, il annonce sa retraite de Harvard pour devenir professeur titulaire de la chaire de mathématiques à l'université Tsinghua.

## Distinctions
Yau a reçu un certain nombre de récompenses, dont la médaille Fields en 1982 pour ses contributions concernant les équations aux dérivées partielles, ainsi que le prix Crafoord en 1994, la National Medal of Science en 1997, le prix Wolf en 2010 et, avec Vladimir Drinfeld, le prix Shaw en 2023. En 1981 il reçoit le prix Oswald Veblen.